# 正多角形

正多角形の一覧。（左上から）正三角形、正四角形（正方形）、正五角形、正六角形、正七角形、…

正多角形（せいたかっけい、せいたかくけい、英: regular polygon）とは、全ての辺の長さが等しく、全ての内角の大きさが等しい多角形である。なお、この記事では断りのない限り n は3以上の自然数とする。
正多角形は線対称であり、正n角形の対称軸は n本である。また、正偶数角形は点対称でもある。
頂点の数が同じ正多角形同士は全て互いに相似である。

## ユークリッド幾何学

緑色の線分は、正n角形を合同な二等辺三角形にn等分したときの高さ

正多角形の全ての頂点は同一円周上にある。つまり正多角形は円に内接する。角の数が最小であるのは正三角形である。三角形では、辺の長さが全て等しいか、または角の大きさが全て等しい三角形は正三角形になる。しかし他の多角形では辺の長さが全て等しく、かつ角の大きさも全て等しくなければ正多角形とはならない。例えば四角形では辺の長さがすべて等しいものは菱形、角の大きさがすべて等しいものは長方形であり、正四角形（正方形）とは限らない。菱形かつ長方形である四角形が正方形となる。
正n角形の一つの内角の大きさを度数法で表すと
{\displaystyle {\frac {180^{\circ }(n-2)}{n}}}
である。どの内角も180°より小さいので、全ての正多角形は凸多角形である。
正n角形の面積は一辺を a とすると
{\displaystyle {na^{2} \over 4}\cot {\pi  \over {n}}}
と表される。この式は、正n角形の外心と各頂点を線分で結ぶと、合同な n個の二等辺三角形に分割できることで導出される。（二等辺三角形の高さが {\displaystyle {a \over 2}\cot {\pi  \over {n}}} となる。）
多角形 F に対して、頂点が F の辺上にあり、なおかつ F の内部にあるとき、多角形は多角形 F に内接するという。また、F の頂点が辺上にあり、Fの外部にある多角形は多角形 F に外接するという。
（例）：正六角形ABCDEFにおいて、辺AB,CD,EFの中点を頂点とする△PQRは正六角形ABCDEFに内接する図形である。
以上のことを踏まえた上で、一辺の長さが a である正n角形 F において、F に内接する正n角形で、面積が最小であるものの面積 s、F に外接する正n角形で、面積が最大であるものの面積 S はそれぞれ、
{\displaystyle s={na^{2} \over 4}\cot {\pi  \over {n}}\cos ^{2}{\pi  \over {n}}}
{\displaystyle S={na^{2} \over 2\sin {2\pi  \over {n}}}}
と表される。
正多角形の重心は、外心および内心に一致する。正偶数角形に限れば、最長の対角線同士の交点と一致する。
半径が一定の円に内接する正n角形は、n → ∞ とするとその円に近づくので、十分大きい n について「周長÷外接円の直径」を計算すると円周率の近似値が得られる。これは、初期の円周率の求め方で、円周率の歴史上の始まりに位置する。これはいわば「正∞角形は円である」ということである。
正多角形は線対称である。その軸の本数は頂点の個数に等しい。
- 正2n角形（n は2以上の自然数）の n組の対辺はそれぞれ平行である。さらに点対称でもある。
- 正奇数角形においては、どの2辺も平行でない。

### 内角の求め方
正n角形の内角は、次のようにして求めることができる。
n角形の内角の和は
180°(n − 2)
であり、正多角形の内角は等しいから、1つの内角は
{\displaystyle {\frac {180^{\circ }(n-2)}{n}}}
となる。
多角形の外角の和は360°であることを用いると、正n角形の外角は
{\displaystyle {\frac {360^{\circ }}{n}}}
であるから、それに対する内角は
{\displaystyle 180^{\circ }-{\frac {360^{\circ }}{n}}{\Bigl (}{=}\;{\frac {180^{\circ }(n-2)}{n}}{\Bigr )}}
となる。

### 対角線の長さ
正n角形の対角線の長さの種類は
{\displaystyle \left\lfloor {\frac {n}{2}}\right\rfloor -1={\frac {2n-5+(-1)^{n}}{4}}}
だけある（⌊x⌋ はガウス記号）。一辺の長さを a とすると、m番目に短い対角線の長さは
{\displaystyle {a\sin {(m+1)\pi  \over {n}} \over {\sin {\pi  \over {n}}}}}
である。m = 0 のとき辺の長さ、m = 1 のとき最短の対角線の長さを表す。

### コンパスと定規を用いて描けるもの
p を素数とする。正p角形のうち、作図可能なものは、頂点の個数 p がフェルマー素数 (3, 5, 17, 257, 65537) である場合のみであり、それぞれ正三角形、正五角形、正十七角形、正二百五十七角形、正六万五千五百三十七角形である。頂点の個数が素数でないものについては、その数を素因数分解した時に奇数の因数がフェルマー素数のみでかつ、同じものが存在しない場合、または奇数の因数が存在しない（2の冪）場合のみ作図することが可能である。
例：正方形は、奇数の因数がないので (4=2×2) 作図することができる。正六角形や正十五角形は、奇数の因数がフェルマー素数のみなので (6=2×3, 15=3×5) 作図することができる。正九角形は、奇数の因数はフェルマー素数のみだが同じ数の重複があるので (9=3×3) 作図できない。
正十七角形の作図可能性は、1796年3月30日にカール・フリードリヒ・ガウスが発見した。さらにガウスは1801年に出版したDisquisitiones Arithmeticae（『ガウス整数論』）の第365条、第366条において、作図できる正多角形の必要十分条件も示している。

### 作図可能性の比較
正多角形（正四十角形まで）が作図可能かどうかを以下に示す。なお、○は作図可能、×は作図不可能を示す。
| 正多角形     | 定規とコンパスによる作図 | 折紙による作図 | ネウシス作図 (Neusis) | 備考                                                                              |
| ------------ | ------------------------ | -------------- | --------------------- | --------------------------------------------------------------------------------- |
| 正三角形     | ○                        | ○              | ○                     |                                                                                   |
| 正方形       | ○                        | ○              | ○                     |                                                                                   |
| 正五角形     | ○                        | ○              | ○                     |                                                                                   |
| 正六角形     | ○                        | ○              | ○                     |                                                                                   |
| 正七角形     | ×                        | ○              | ○                     | ピアポント素数も参照のこと。                                                      |
| 正八角形     | ○                        | ○              | ○                     |                                                                                   |
| 正九角形     | ×                        | ○              | ○                     |                                                                                   |
| 正十角形     | ○                        | ○              | ○                     |                                                                                   |
| 正十一角形   | ×                        | ×              | ×→○                   | 折り紙は1回ずつ折る方法だが、3重折りを許せば折り紙で作図可能。2重折りで作図可能。 |
| 正十二角形   | ○                        | ○              | ○                     |                                                                                   |
| 正十三角形   | ×                        | ○              | ○                     |                                                                                   |
| 正十四角形   | ×                        | ○              | ○                     |                                                                                   |
| 正十五角形   | ○                        | ○              | ○                     |                                                                                   |
| 正十六角形   | ○                        | ○              | ○                     |                                                                                   |
| 正十七角形   | ○                        | ○              | ○                     | フェルマー素数も参照のこと。                                                      |
| 正十八角形   | ×                        | ○              | ○                     |                                                                                   |
| 正十九角形   | ×                        | ○              | ○                     |                                                                                   |
| 正二十角形   | ○                        | ○              | ○                     |                                                                                   |
| 正二十一角形 | ×                        | ○              | ○                     |                                                                                   |
| 正二十二角形 | ×                        | ×              | ×→○                   |                                                                                   |
| 正二十三角形 | ×                        | ×              | ×                     |                                                                                   |
| 正二十四角形 | ○                        | ○              | ○                     |                                                                                   |
| 正二十五角形 | ×                        | ×              | 未解決問題            |                                                                                   |
| 正二十六角形 | ×                        | ○              | ○                     |                                                                                   |
| 正二十七角形 | ×                        | ○              | ○                     |                                                                                   |
| 正二十八角形 | ×                        | ○              | ○                     |                                                                                   |
| 正二十九角形 | ×                        | ×              | ×                     |                                                                                   |
| 正三十角形   | ○                        | ○              | ○                     |                                                                                   |
| 正三十一角形 | ×                        | ×              | 未解決問題            |                                                                                   |
| 正三十二角形 | ○                        | ○              | ○                     |                                                                                   |
| 正三十三角形 | ×                        | ×              | ×→○                   |                                                                                   |
| 正三十四角形 | ○                        | ○              | ○                     |                                                                                   |
| 正三十五角形 | ×                        | ○              | ○                     |                                                                                   |
| 正三十六角形 | ×                        | ○              | ○                     |                                                                                   |
| 正三十七角形 | ×                        | ○              | ○                     |                                                                                   |
| 正三十八角形 | ×                        | ○              | ○                     |                                                                                   |
| 正三十九角形 | ×                        | ○              | ○                     |                                                                                   |
| 正四十角形   | ○                        | ○              | ○                     |                                                                                   |

正p角形（p は3以上の素数）、正(2n + 1)角形の作図に必要な値 cos(2π/2n+1) は、n次方程式の解として求められる。
| n | 2n+1     | 方程式の次数 | 方程式の次数（素因数分解） | 定規とコンパス 作図 | 折り紙 作図 |
| - | -------- | ------------ | -------------------------- | ------------------- | ----------- |
| 1 | 正3角形  | 1次方程式    | 1次方程式                  | ○                   | ○           |
| 2 | 正5角形  | 2次方程式    | 2次方程式                  | ○                   | ○           |
| 3 | 正7角形  | 3次方程式    | 3次方程式                  | ×                   | ○           |
| 5 | 正11角形 | 5次方程式    | 5次方程式                  | ×                   | ×           |
| 6 | 正13角形 | 6次方程式    | (2×3)次方程式              | ×                   | ○           |
| 8 | 正17角形 | 8次方程式    | (2×2×2)次方程式            | ○                   | ○           |

## 楕円幾何学
最も角が少ないのは正二角形である。二角形は必ず正二角形になる。
この幾何学上の正三角形は、内角の和は180°より大きく、ユークリッド幾何学上のルーローの三角形と同じ図形である。

## 双曲幾何学
最も角が少ないのは正三角形であり、内角の和は180°より小さい。